# سرکان
سرکان (به لری: سرکو) یکی از شهرهای استان همدان در ایران است. این شهر در شهرستان تویسرکان و در جنوب دامنه‌های رشته کوه الوند واقع شده است. مختصات جغرافیایی سرکان ۴۸ درجه و ۲۷ دقیقه طول شرقی و ۳۴ درجه و ۳۶ دقیقه عرض شمالی است. ارتفاع متوسط آن از سطح دریا ۲۰۴۰ متر و مساحت شهر ۲٬۰۲۶ کیلومتر مربع است. کوتاه‌ترین راه تا مرکز استان ۱۰۰ کیلومتر و کوتاهترین فاصله با شهرهای مجاور ۱۰ کیلومتر است که با شهر تویسرکان می‌باشد.
در سرشماری سال ۱۳۹۵ جمعیت این شهر ۴۵۵۷ و تعداد خانوارهای آن ۱۱۴۲ بوده است.

## وجه تسمیه
سرکان از دو کلمه (سر) به معنی (راز) و (کان) به معانی (گنج، معدن، چشمه) می‌باشد. و از دو واژهٔ «سَر» و «کان» به معنای سرِ چشمه تشکیل شده باشد اما به سبب تلفظ خاص گویش همدانی پیشوند سَر به سِر تبدیل شده است. یک ایران‌شناس آلمانی این واژه را «سَرخان» ضبط کرده و گفته‌اند که چون بر بالای سُرخ رود باشد پس بدان نسبت یافته است. همچنین «حسن ابن محمد» (قرن ۴) در مورد قریه سرکان می‌گوید: «چون اردشیر به بنای آن فرمود و آن را گفتند که در کدام موضع بنا نهیم گفت: «افراسَراکان» یعنی بر سر کوهی که از آن رودخانه می‌آید پس آن دیه را بنا کردند و سرکان نام نهادند.»

## مردم
غالب مردم به زبان لری تویسرکانی و لکی سخن می‌گویند. اقلیتی نیز به فارسی معیار صحبت می‌کنند.

## کسب و کار
فرصت‌های شغلی بسیاری در شهر سرکان ایجاد شده و افراد بومی و غیر بومی را به درآمد رسانده است. از عمده فعالیت در سرکان را می‌توان به صنعت منبت و مبل اشاره کرد، همچنین در صنعت پرورش مرغ گوشتی شهر سرکان دارای مرغداری‌های بسیار زیادی می‌باشد.
افراد زیادی نیز با کشاورزی کسب درآمد می‌کنند. یا با فروش محصول گردو یا دیگر محصولات خود کسب درآمد می‌کنند.

## طبیعت
طبیعت شهر سرکان در همه فصول جذابیت خاص خود را دارد، و بهترین فصلی که این زیبایی به اوج می‌رسد بهار است.
سرکان به دلیل چشمه‌ها و رودهای بسیار مورد توجه بسیار زیادی قرار گرفته است.
درخت‌های گردو بسیار زیاد طبیعت سبز سرکان را در وسعت بسیار زیادی نشان می‌دهد.

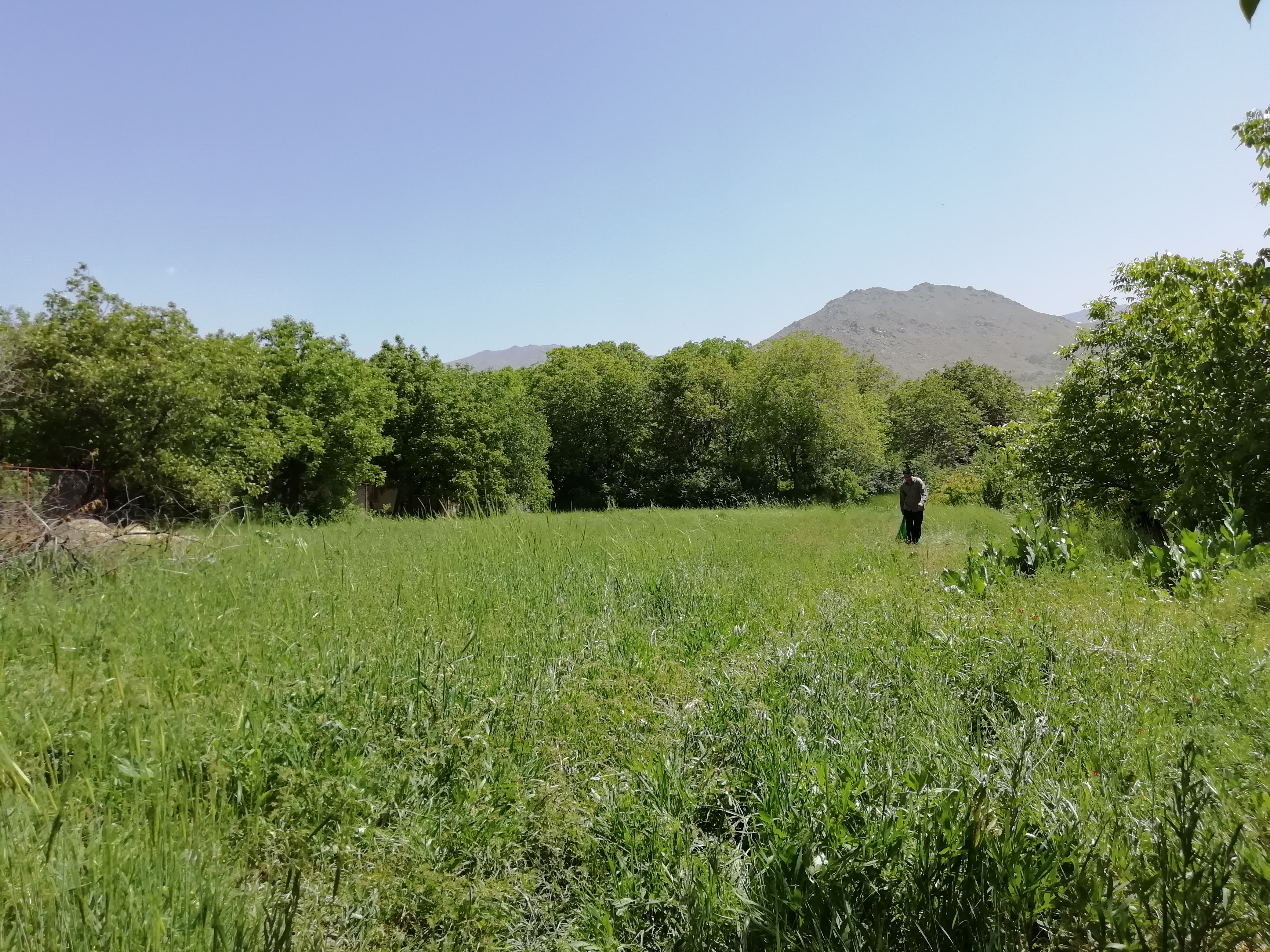
باغات سرکان

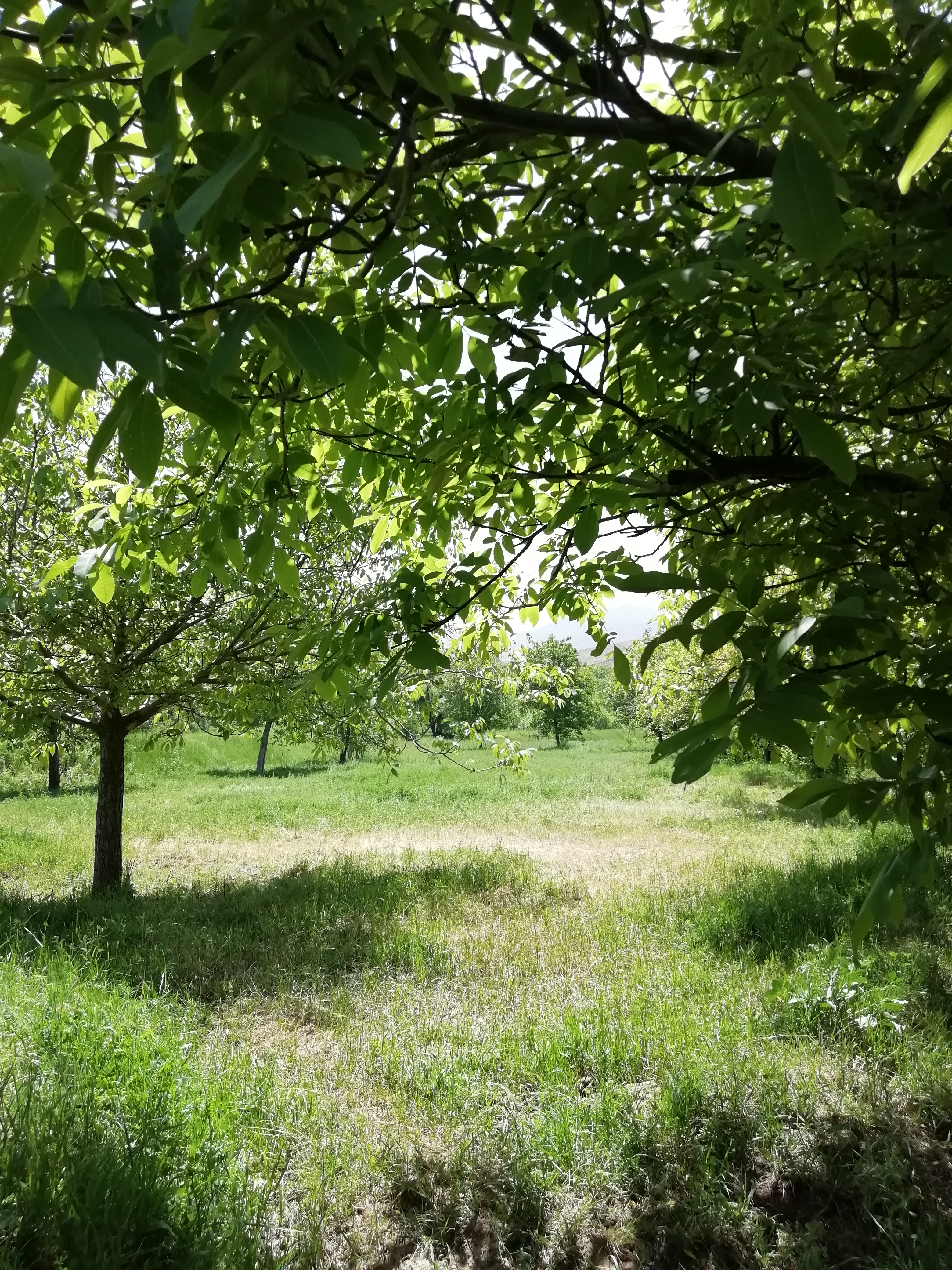
باغات سرکان

## جغرافیا
شهر سرکان به فاصله حدود ۶ کیلومتری شمال غربی تویسرکان در دامنه کوه‌های الوند و در کنار رودخانه سرکان قرار دارد. شهر سرکان از شمال و شرق به کوهستان الوند، وشهرهمدان از جنوب به شهر تویسرکان و از غرب به شهرستان اسدآباد منتهی می‌شود. سرکان دارای آب و هوای ییلاقی و بسیار مطبوعی است و وجود انبوه درختان میوه وچشمه‌های پرآب سرکان را به یکی از زیباترین مناطق گردشگری استان تبدیل کرده است.

## جاذبه‌های گردشگری
بارزترین جاذبه‌های این شهر باغهای زیبا و کوه‌های بلند آن است. آبشار اللو در بین کوهای سیاه کمر- پارک توریستی کمربسته نیز با چنارهایی کهن در این شهر قرار داردو اصلی‌ترین جاذبه این شهر آب و هوای شهر است که آب و هوای پاکی دارد